# Clinotanypus crux
Clinotanypus crux är en tvåvingeart som först beskrevs av Christian Rudolph Wilhelm Wiedemann 1824.  Clinotanypus crux ingår i släktet Clinotanypus och familjen fjädermyggor. Inga underarter finns listade i Catalogue of Life.